# 海の壁 (1957年の映画)
『海の壁』（うみのかべ、英題: This Angry Age, 別題: Barrage contre le Pacifique, La diga sul Pacifico）は、1957年に公開されたルネ・クレマン監督、ディノ・デ・ラウレンティス製作、アンソニー・パーキンス、シルヴァーナ・マンガーノら出演のイタリア・アメリカ合衆国合作のドラマ映画である。この映画はマルグリット・デュラスの1950年の小説『太平洋の防波堤』を原作としている。2008年にリティ・パニュ監督によってイザベル・ユペール主演で再映画化された。

## キャスト
| 役名       | 俳優                     | 日本語吹替                                     |
| 役名       | 俳優                     | NETテレビ版                                    |
| ---------- | ------------------------ | ---------------------------------------------- |
| ジョセフ   | アンソニー・パーキンス   | 西沢利明                                       |
| 母         | ジョー・ヴァン・フリート | 高橋和枝                                       |
| スザンヌ   | シルヴァーナ・マンガーノ | 此島愛子                                       |
| マイケル   | リチャード・コンテ       | 山内雅人                                       |
| ルグロ     | グイド・チェラーノ       | 村越伊知郎                                     |
| コーポラル | シャオ・チュアン・シュー | 納谷六朗                                       |
| リーナ     | アリダ・ヴァリ           | 江家礼子                                       |
| ローランド | ラリー・ウィリアムズ     | 嶋俊介                                         |
| カーメン   | イヴォンヌ・サンソン     | 渡辺典子                                       |
| 運転手     |                          | 徳丸完                                         |
| 店の主人   |                          | 多田幸雄                                       |
|            |                          |                                                |
| 演出       | 演出                     | 藤山房延                                       |
| 翻訳       | 翻訳                     | 進藤光太                                       |
| 効果       |                          |                                                |
| 調整       | 調整                     | 二宮毅                                         |
| 制作       | 制作                     | 日米通信社                                     |
| 解説       |                          |                                                |
| 初回放送   | 初回放送                 | 1971年9月15日 『二時の映画招待席』 14:00-15:30 |